# Melampyrum nemorosum
La spigarola violaceae (nome scientifico Melampyrum nemorosum L., 1753) è una piccola pianta erbacea appartenente alla famiglia delle Orobanchaceae dalle brattee variamente colorate.

## Etimologia
Il nome generico (melampyrum) deriva da due parole greche:  "mélas" (= nero) e "pyrós" (= grano), un nome usato da Teofrasto (371 a.C. – Atene, 287 a.C.), un filosofo e botanico greco antico, discepolo di Aristotele, autore di due ampi trattati botanici, per una pianta infestante delle colture di grano. L'epiteto specifico (nemorosum) deriva dal latino e significa "del bosco" e fa riferimento all'habitat tipico per questa pianta.
Il binomio scientifico della pianta di questa voce è stato proposto da Carl von Linné (1707 – 1778) biologo e scrittore svedese, considerato il padre della moderna classificazione scientifica degli organismi viventi, nella pubblicazione Species Plantarum - 2: 605 del 1753.

## Descrizione

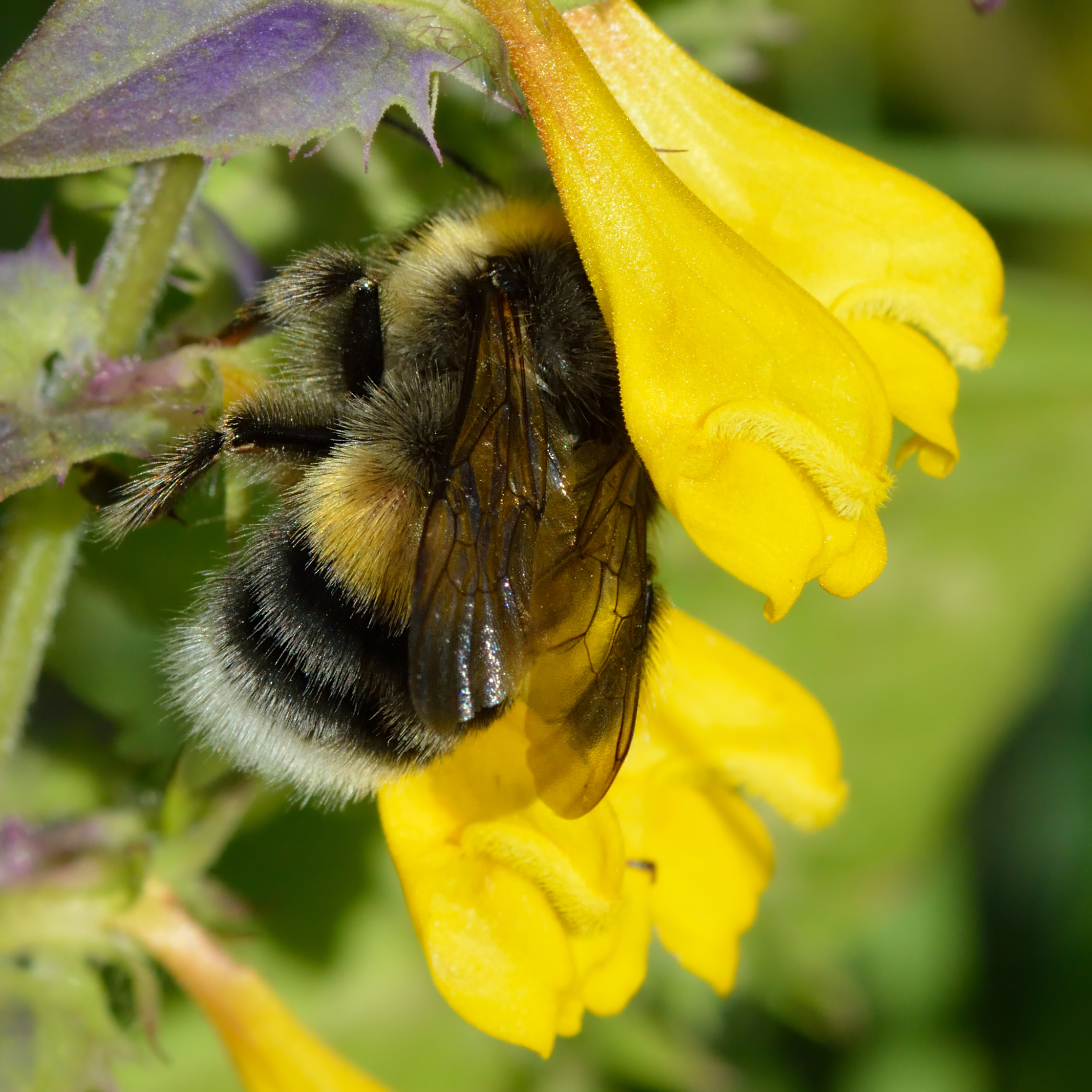

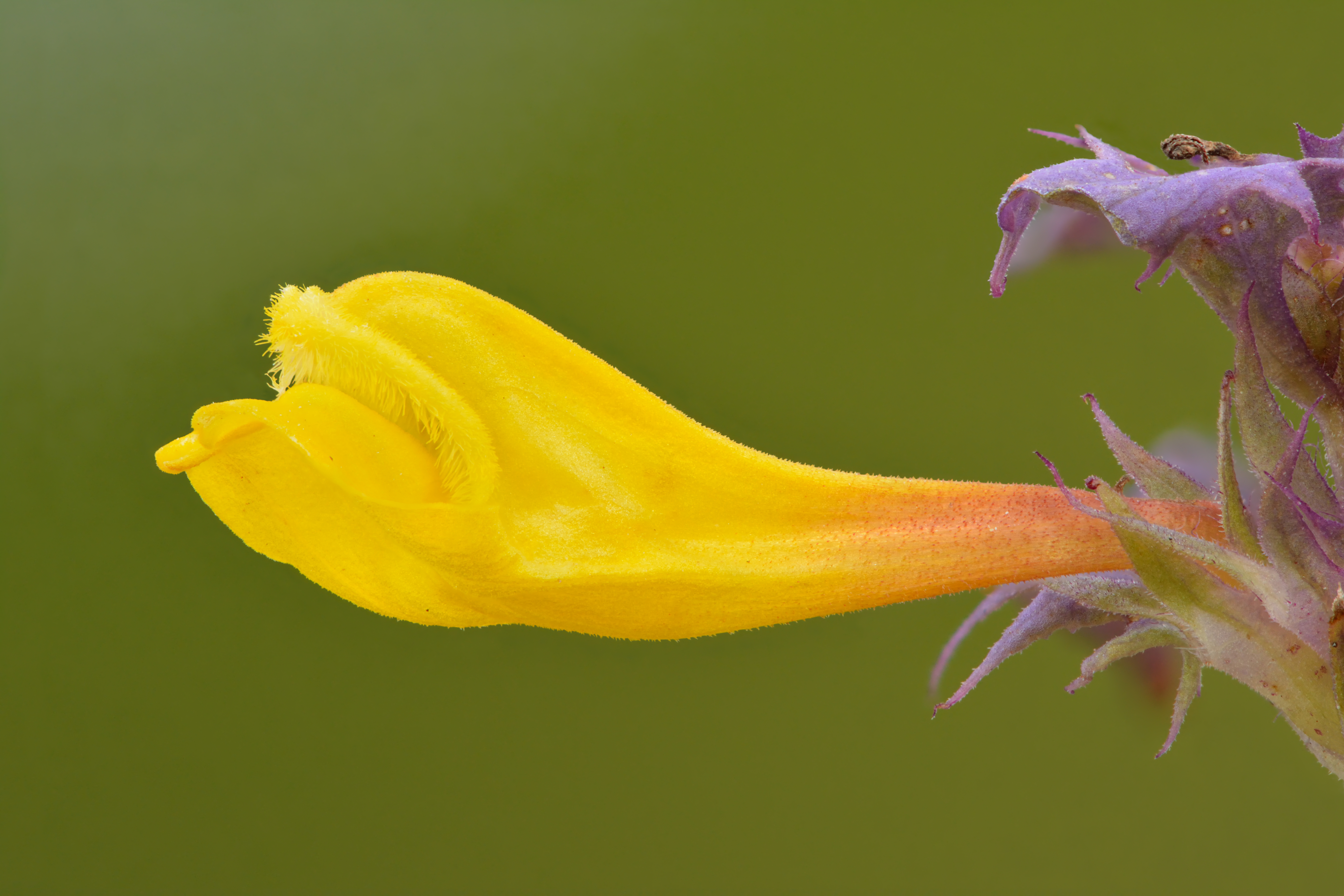
Fiore

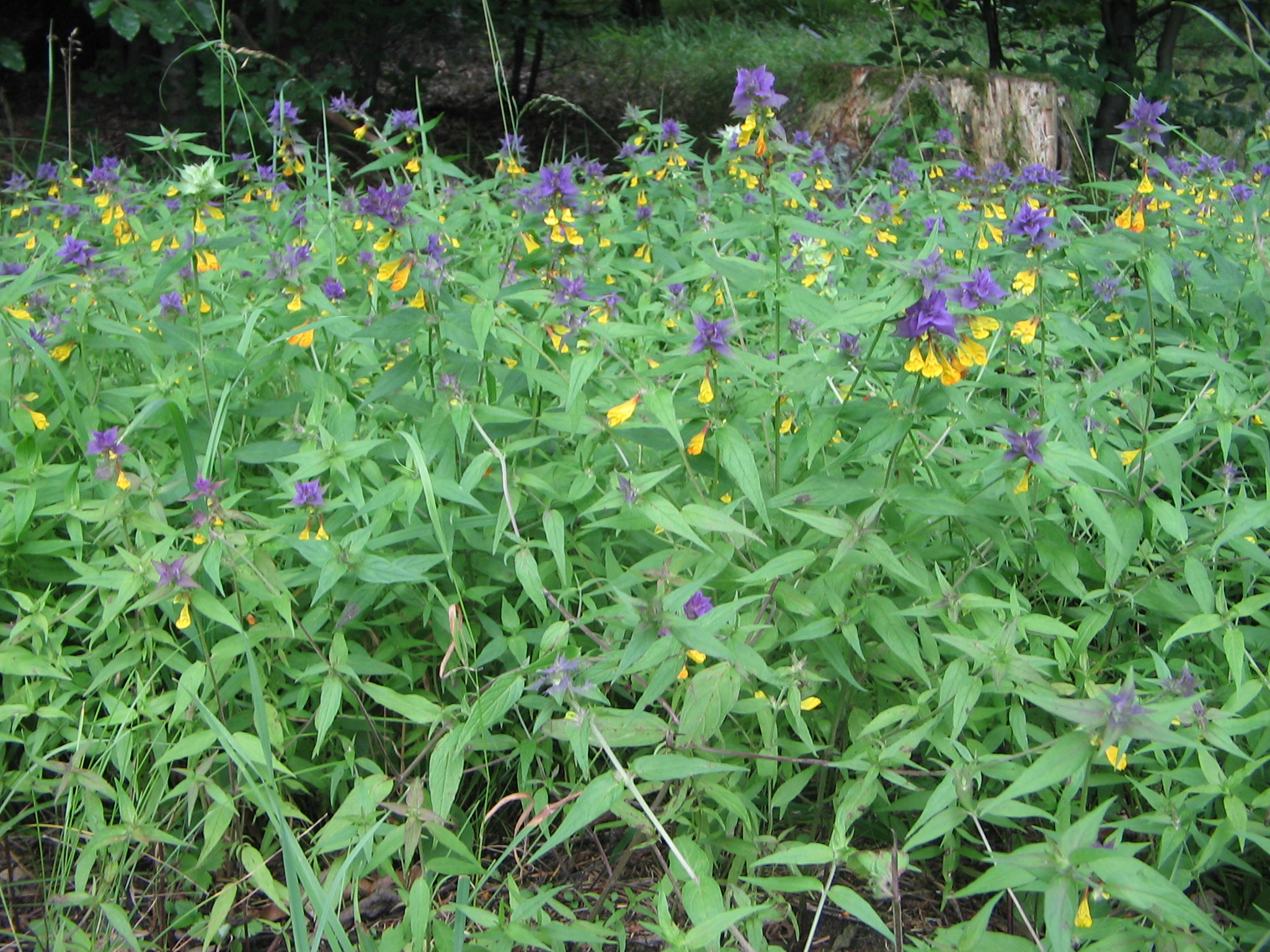
Habitat e habitus

Queste piante possono arrivare fino ad una altezza di 10 – 50 cm. La forma biologica è terofita scaposa (T scap), ossia in generale sono piante erbacee che differiscono dalle altre forme biologiche poiché, essendo annuali, superano la stagione avversa sotto forma di seme e sono munite di asse fiorale eretto e spesso privo di foglie. Sono piante “emiparassite” : possono vivere sulle radici di altre piante per prelevare acqua e sali minerali, mentre sono capaci di svolgere la funzione clorofilliana (al contrario delle piante “parassite assolute”). Queste piante non anneriscono durante la disseccazione. Il colore è verde nella parte basale, mentre è violaceo presso l'infiorescenza dal quale risalta il giallo della parte apicale delle corolle dei fiori.

### Radici
Le radici sono tipo fittone.

### Fusto
La parte aerea del fusto è eretto, più o meno ramoso; la parte apicale è screziata di blu-violetto.

### Foglie

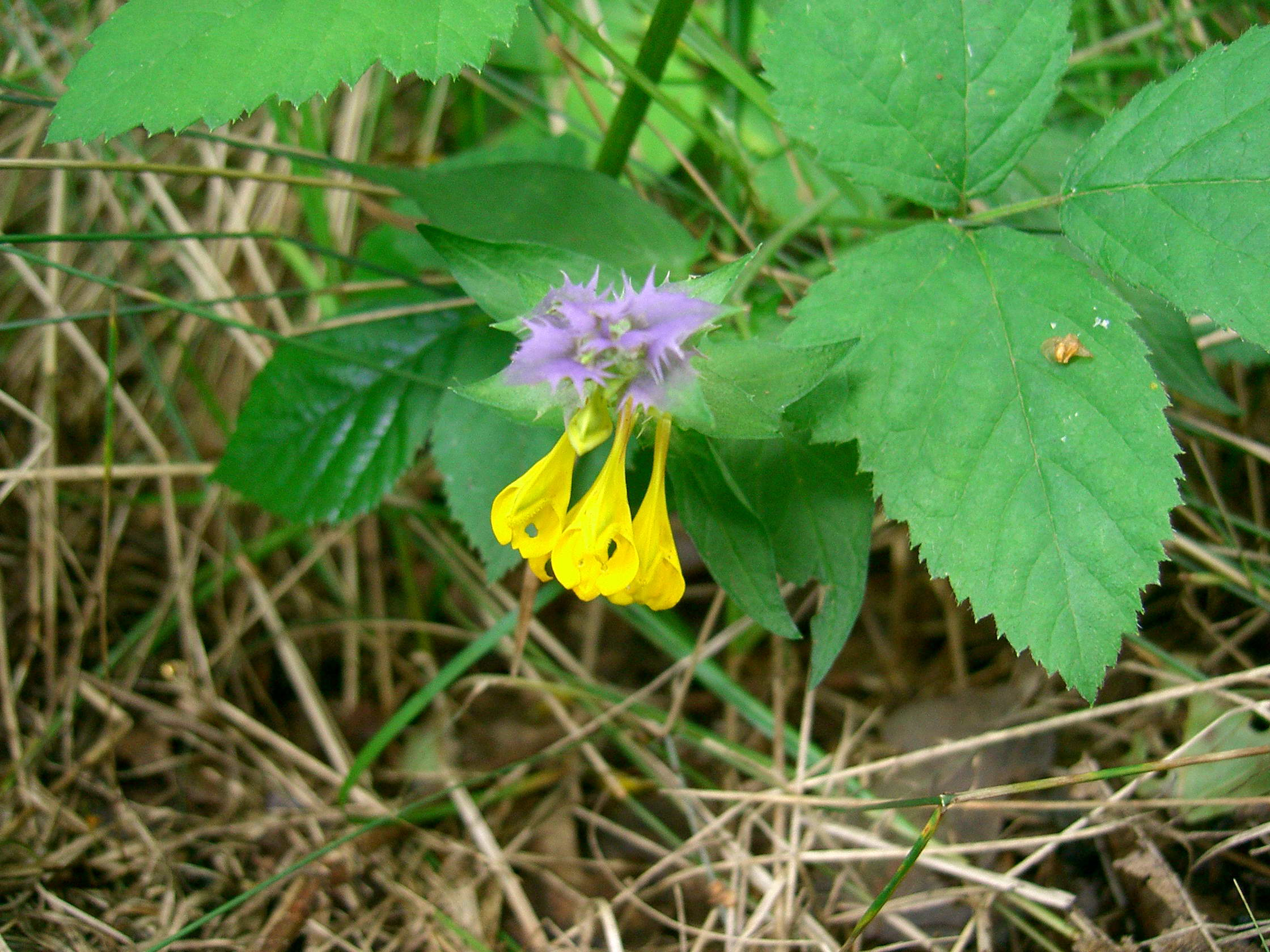
Le foglie

Le foglie sono patenti e sessili; la forma è da lineare-lanceolata a lanceolata con base ottusa. Le foglie inferiori e medie sono intere; quelle superiori generalmente hanno 1 - 2 denti basali patenti. Le brattee sono intere (lunghezza 10 – 15 mm), quelle superiori hanno 1 - 3 denti basali patenti lunghi 1 – 3 mm. Dimensione delle foglie: larghezza 8 – 13 mm; lunghezza 40 – 60 mm.

### Infiorescenza

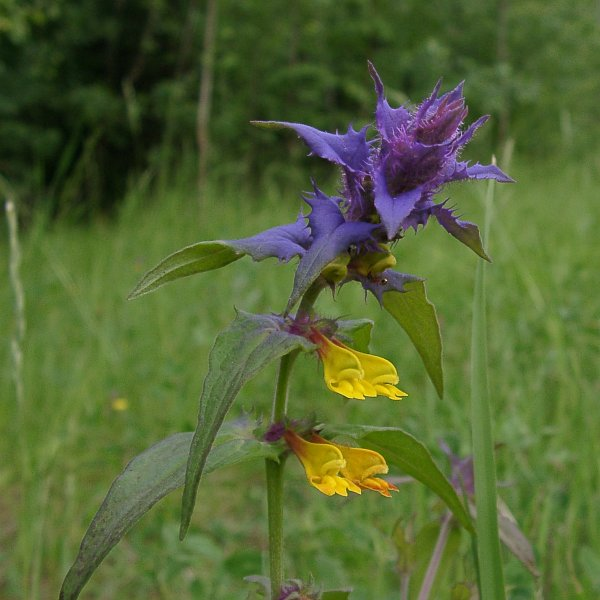
Le brattee dell'infiorescenza

L'infiorescenza è una spiga conica non troppo densa interrotta alla base con i fiori disposti tutti dallo stesso lato e con brattee simili a foglie, più o meno violacee.

### Fiore

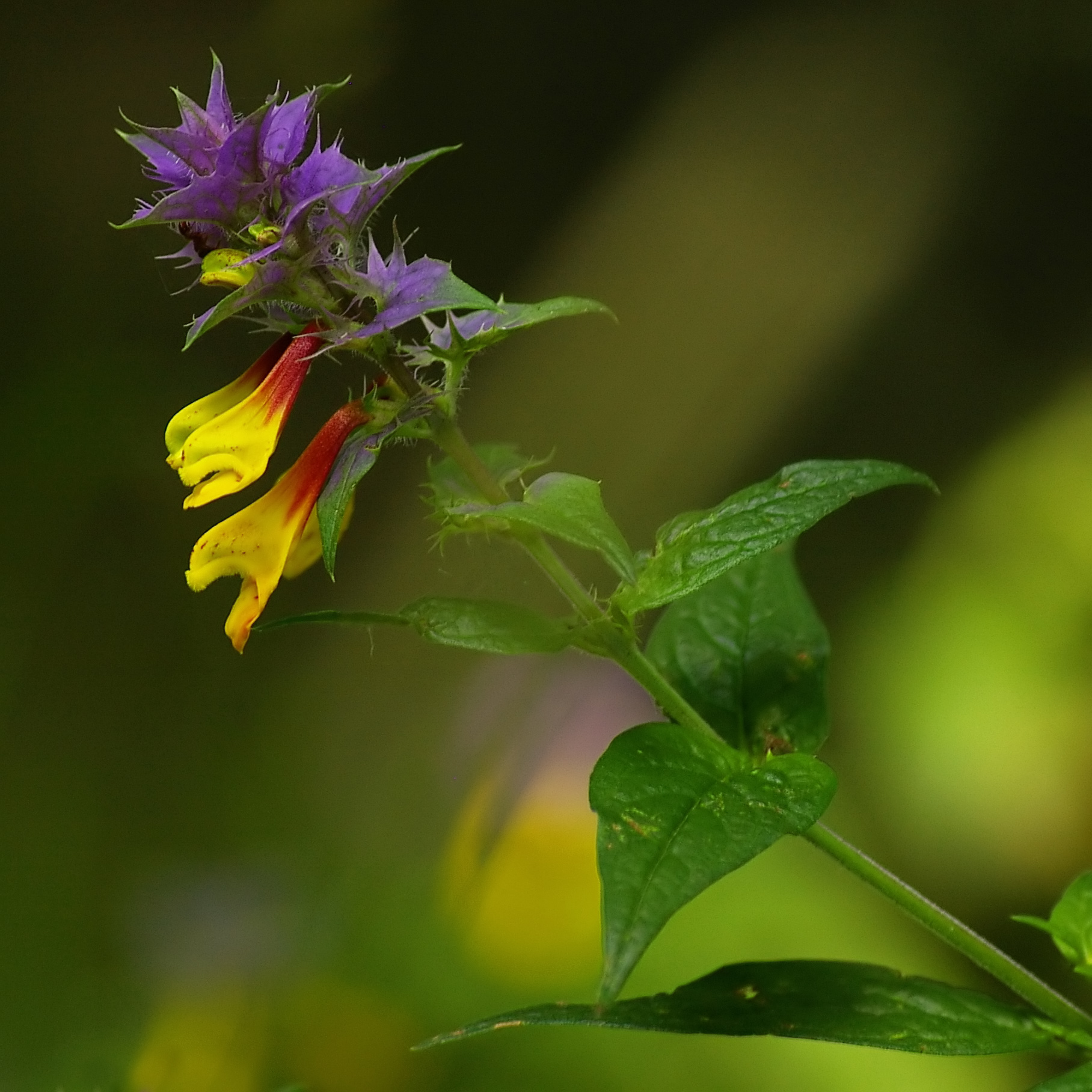
I fiori

I fiori sono ermafroditi, zigomorfi e tetraciclici (con i quattro verticilli fondamentali delle Angiosperme: calice – corolla – androceo – gineceo). Lunghezza del fiore: 15 – 20 mm.
- Formula fiorale: per questa pianta viene indicata la seguente formula fiorale:

X, K (4), [C (2+3), A 2+2], G (2), (supero), capsula
- Calice: il calice (gamosepalo) è un tubo di 8 – 10 mm terminante con 4 denti uguali, diritti, filiformi e irsuti per peli patenti, formati da 5 - 10 cellule e lunghi più o meno 0,5 mm. I denti sono lunghi il doppio del tubo.
- Corolla: la corolla bilabiata (gamopetala) è un tubo lungo 18 – 22 mm. Il colore è giallo all'apice, mentre le fauci sono aperte.
- Androceo: gli stami dell'androceo sono quattro didinami; sono inseriti nel tubo corollino, in particolare ascendono sotto il labbro superiore della corolla. Le antere sono conniventi ed hanno una loggia portante un cornetto allungato. Le sacche polliniche hanno l'estremità inferiore a forma di freccia[11],
- Gineceo: i carpelli del gineceo sono due e formano un ovario supero biloculare (derivato dai due carpelli iniziali). Lo stilo è unico lievemente più lungo degli stami ed è inserito all'apice dell'ovario; lo stimma è bifido.
- Fioritura: da giugno a agosto (settembre).

### Frutti
Il frutto è del tipo a capsula deiscente a quattro semi; la forma è obovato-compressa bivalve.

## Riproduzione
- Impollinazione: l'impollinazione avviene tramite insetti (impollinazione entomogama).
- Riproduzione: la fecondazione avviene fondamentalmente tramite l'impollinazione dei fiori (vedi sopra).
- Dispersione: i semi cadendo a terra sono successivamente dispersi soprattutto da insetti tipo formiche (disseminazione mirmecoria). Le formiche sono attratte da un piccolo corpo di olio inglobato nel seme stesso. Inoltre nella parte inferiore delle brattee sono presenti delle ghiandole nettarifere che attirano i bombi e altri insetti pronubi.

## Biologia
Queste piante sono emiparassite, ossia in parte producono clorofilla e sono capaci di assorbire in modo autonomo i minerali dal terreno, ma hanno anche la capacità di utilizzare le sostanze prodotte dalle piante a loro vicine (funzione parassitaria). I meccanismo con il quale assorbono le sostanze di altre piante è basato su piccoli austori posti al livello radicale. La pianta ospite può accettare di buon grado questo insediamento (come la specie Festuca ovina) oppure può opporsi con secrezioni di sostanze tossiche. Se l'infestazione nelle colture di cereali supera un certo livello, la farina prodotta è più scura, con un particolare odore e dal sapore più acre e disgustoso dovuto al glucoside velenoso "rinantina".

## Distribuzione e habitat

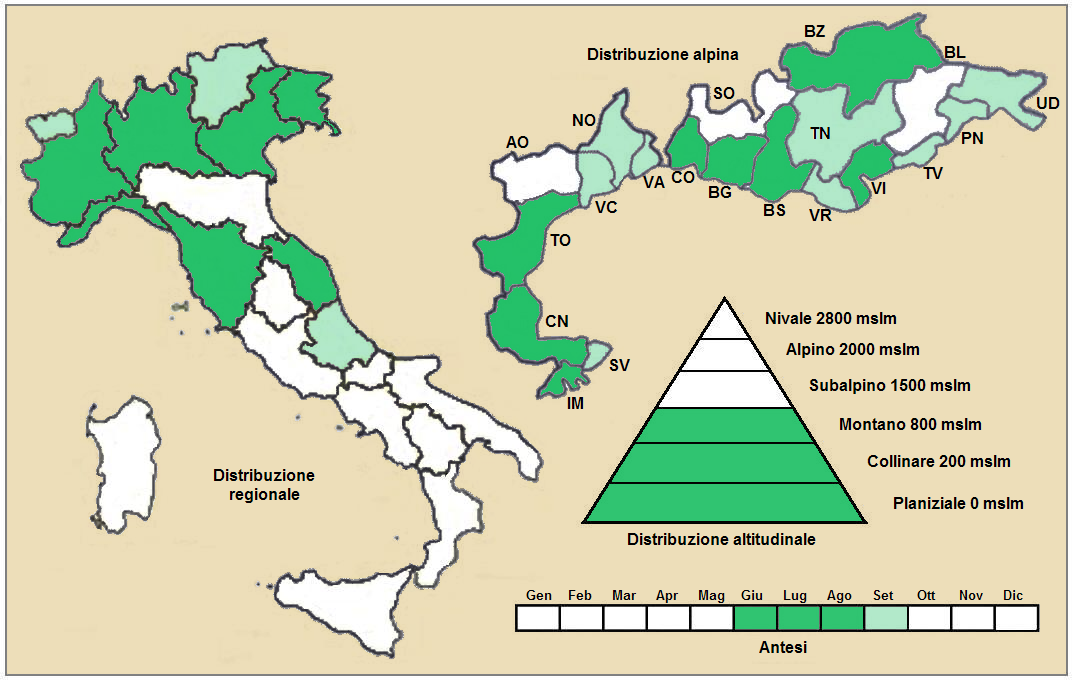
Distribuzione della pianta
(Distribuzione regionale – Distribuzione alpina)

- Geoelemento: il tipo corologico (area di origine) è Eurasiatico ma anche Eurosiberiano.
- Distribuzione: in Italia è rara e si trova in pochi areali Settentrionali. Nelle Alpi è presente con discontinuità sia nella parte italiana che quella oltre confine. Sugli altri rilievi europei collegati alle Alpi si trova nei Vosgi, Massiccio del Giura, Massiccio Centrale, Pirenei, Alpi Dinariche e Carpazi.[14] Nel resto dell'Europa si trova dalla Spagna alla Russia.
- Habitat: l'habitat tipico per questa specie sono i "Querco-Carpineti"; ma anche le schiarite forestali, i margini erbacei e gli arbusteti meso-termofili. Il substrato preferito è calcareo ma anche siliceo con pH neutro, medi valori nutrizionali del terreno che deve essere mediamente umido.[14]
- Distribuzione altitudinale: sui rilievi queste piante si possono trovare fino a 1000 m s.l.m.; frequentano quindi i seguenti piani vegetazionali: collinare e montano (oltre a quello planiziale – a livello del mare).

### Fitosociologia
Dal punto di vista fitosociologico Melampyrum nemorosum appartiene alla seguente comunità vegetale:
Formazione: delle comunità delle macro- e megaforbie terrestri
Classe: Trifolio-Geranietea sanguinei
Ordine: Origanetalia vulgaris

## Tassonomia
La famiglia di appartenenza della specie (Orobanchaceae) comprende soprattutto piante erbacee perenni e annuali semiparassite (ossia contengono ancora clorofilla a parte qualche genere completamente parassita) con uno o più austori connessi alle radici ospiti. È una famiglia abbastanza numerosa con circa 60 - 90 generi e oltre 1700 - 2000 specie (il numero dei generi e delle specie dipende dai vari metodi di classificazione) distribuiti in tutti i continenti. Il genere Melampyrum è distribuito in Europa, India, Giappone e Nord America; le sue specie preferiscono climi per lo più temperati delle regioni extratropicali. Comprende circa 30 - 40 specie di cui una dozzina sono presenti nella flora spontanea italiana.

### Filogenesi
La classificazione tassonomica del Melampyrum nemorosum è in via di definizione in quanto fino a poco tempo fa il suo genere apparteneva alla famiglia delle Scrophulariaceae (secondo la classificazione ormai classica di Cronquist), mentre ora con i nuovi sistemi di classificazione filogenetica (classificazione APG) è stata assegnata alla famiglia delle Orobanchaceae e tribù Rhinantheae..
Il Melampyrum nemorosum è a capo del gruppo M. nemorosum circoscritto dai seguenti caratteri:
- le brattee superiori dell'infiorescenza all'antesi sono generalmente colorate di violetto;
- i fiori dell'infiorescenza sono rivolti tutti nella stessa direzione;

A questo gruppo appartengono sei specie (relativamente alla flora spontanea italiana):
sottogruppo con il tubo calicino ricoperto di peli patenti o ripiegati verso il basso;
- Melampyrum nemorosum L. - Spigarola violacea: i peli del tubo sono solamente di tipo patente formati da 5 - 10 cellule e lunghi più o meno 0,5 mm.
- Melampyrum vaudense (Ronn.) Soò: i peli del tubo sono solamente di tipo patente formati da 2 - 3 cellule e lunghi meno di 0,2 mm (forse presente in Piemonte).
- Melampyrum catalaunicum Freyn. - Spigarola di Catalogna: i peli del tubo inferiore sono rivolti verso il basso, quelli del tubo superiore sono eretti o patenti e sono formati da 5 - 8 cellule e sono lunghi più o meno 0,5 mm.
- Melampyrum italicum (Beauverd) Soò - Spigarola d'Italia: i peli del tubo inferiore sono rivolti verso il basso, quelli del tubo superiore sono eretti o patenti e sono formati da 2 cellule e sono lunghi più o meno 0,1 mm.

sottogruppo con il tubo calicino ricoperto di peli eretti;
- Melampyrum velebiticum Borbàs - Spigarola del Velebit: i peli sono formati da 2 cellule e sono lunghi più o meno 0,1 mm.
- Melampyrum subalpinum (Juratzka) Kerner:  i peli sono formati da 3 - 6 cellule (forse presente nel Trentino).

Il numero cromosomico per questa specie è: 2n = 18.

### Sinonimi
Questa entità ha avuto nel tempo diverse nomenclature. L'elenco seguente indica alcuni tra i sinonimi più frequenti:
- Melampyrum debreceniense Rapaics
- Melampyrum moravicum Heinr. Braun
- Melampyrum nemorosum subsp. debreceniense (Rapaics) Soó
- Melampyrum nemorosum subsp. delphinense
- Melampyrum nemorosum subsp. moravicum (Heinr. Braun) Čelak.
- Melampyrum nemorosum subsp. sislesiacum Ronniger
- Melampyrum nemorosum subsp. vaudense
- Melampyrum nemorosum subsp. zingeri Ganesch.
- Melampyrum nemorosum var. latifolium Neilr.

### Specie simili
Le specie Melampyrum della flora spontanea italiana si dividono in cinque "gruppi di specie" principali non sempre di facile distinzione:
- Gruppo A: M. cristatum
- Gruppo B: M. arvense, M. barbatum, M. fimbriatum e M. variegatum
- Gruppo C: M. nemorosum, M. catalaunicum, M. italicum e M. velebiticum
- Gruppo D: M. sylvaticum
- Gruppo E: M. pratense

Il disegno (sotto) mostra i caratteri del calice e delle brattee di questi cinque gruppi.

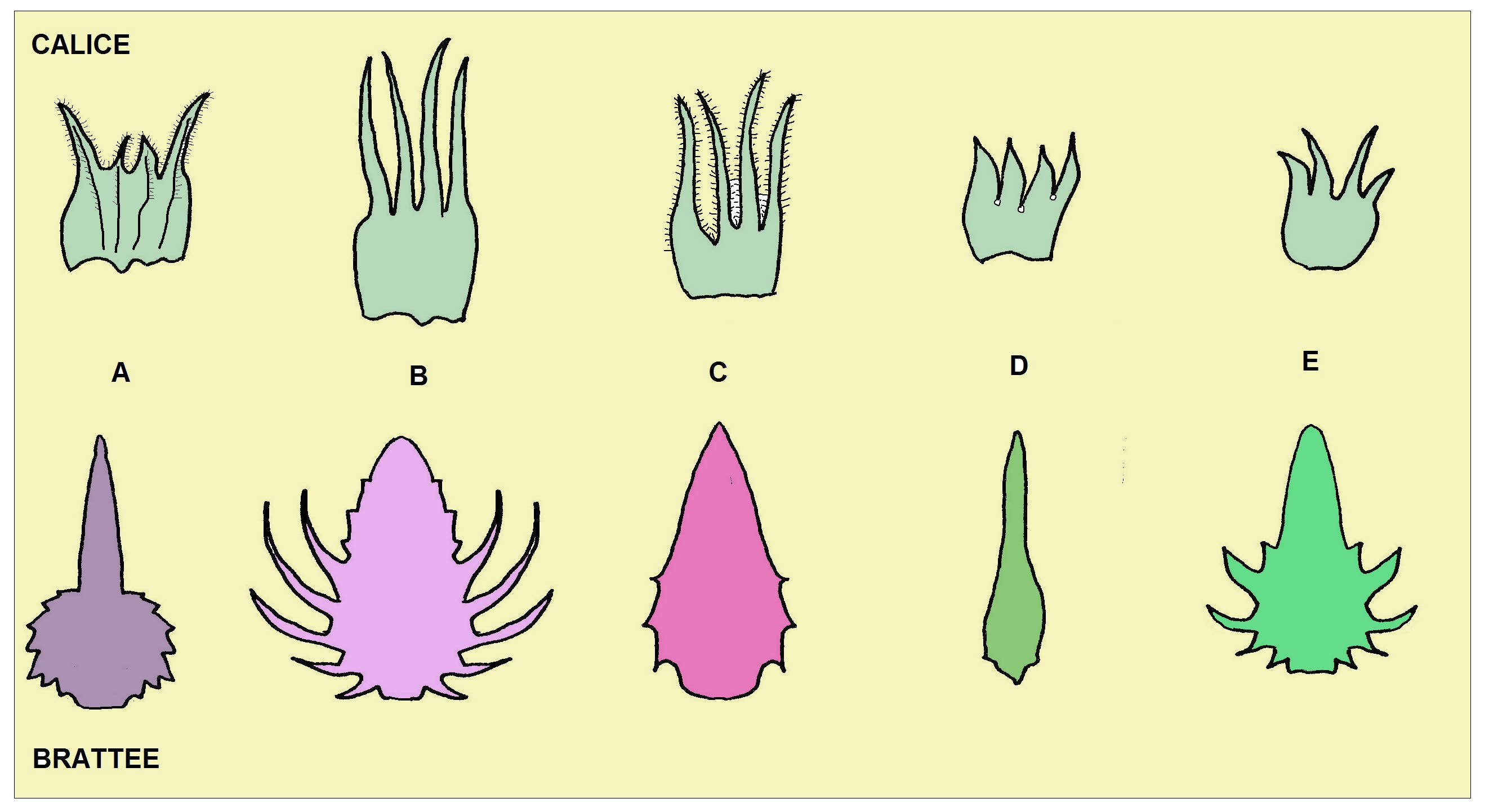
Calice e brattee dei cinque gruppi di Melampyrum
(A:M. cristatum - B:M. arvense - C:M. nemorosum - D:M. sylvaticum - E:M. pratense)

## Altre notizie
Il  melampiro dei boschi in altre lingue è chiamato nei seguenti modi:
- (DE)  Hain-Wachtelweizen
- (FR)  Mélampyre des bois
- (EN)  Blue Cow-wheat